# 行橋赤レンガ館
行橋赤レンガ館（ゆくはしあかレンガかん）は、福岡県行橋市大橋3丁目7-14にある銀行建築。文化財指定名称は旧百三十銀行行橋支店（きゅうひゃくさんじゅうぎんこうゆくはししてん）。

## 歴史
1914年（大正3年）、辰野金吾の監修により、当時大阪に本店を置いた第百三十国立銀行の支店として建てられた。
1998年（平成10年）に行橋市が買収し、2001年（平成13年）から2002年（平成14年）にかけて竣工時の姿への復元作業を行った。
福岡県に現存する最古の銀行建築であり、2003年（平成15年）2月5日には福岡県指定文化財（有形文化財）に指定された。

## 建築
清水組（現在の清水建設）が設計施工を担当、ルネッサンス様式にセセッション風のデザインを加味したシンプルでモダンな建築物である。建物の外観は2階建てのようになっているが、内部は天井の高い吹き抜け構造となっており、2階にみえる部分には回廊がめぐっている。カウンターや応接室は当時のものが残り、奥には金庫室が見える。

## 活用
建物はギャラリーとして活用されており、市民による手芸作品や絵画などの展示会場となっている。館内にはカフェが営業しており、コーヒーや焼き菓子などが提供されている。

## 利用案内
- 入館料

なし。ただしギャラリーとして貸切る場合は利用料が必要。
- 開館時間

10時から18時
- 休館日

火曜日（祝日の場合はその翌日）、8月15日、12月28日から1月4日

## 交通アクセス
鉄道
- JR九州日豊本線行橋駅から徒歩10分。

車
- 東九州自動車道行橋インターチェンジから約7分。
- 向かい側にある市の複合施設「リブリオ行橋」の駐車場が利用可能。